# تيمو سويني

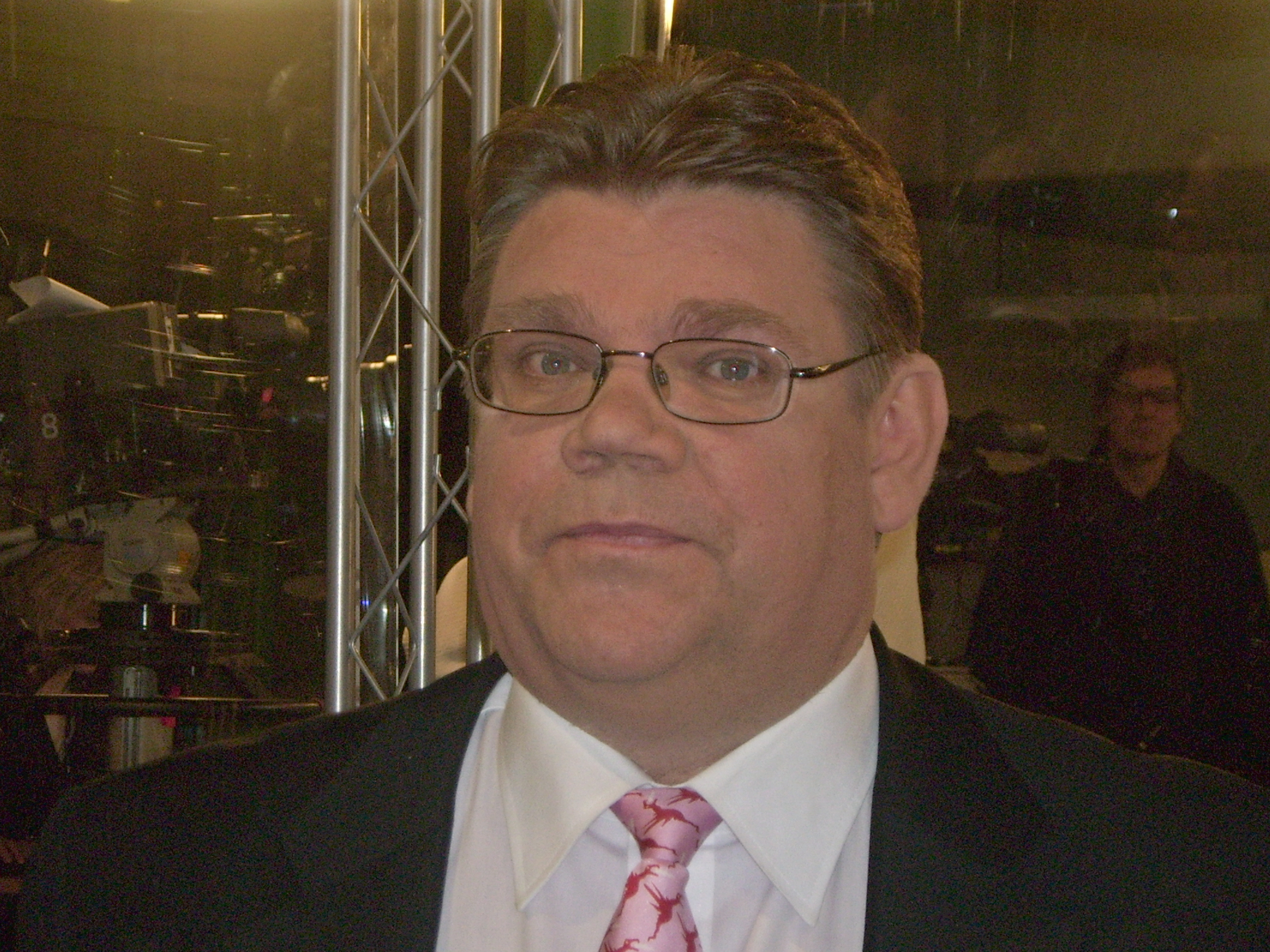
تيمو سويني

تيمو سويني (Timo Soini؛ راوما، 30 مايو 1962) زعيم حزب الفنلنديون الحقيقيون، وعضو في البرلمان الأوروبي منذ 2009. معروف بوصفه من المشككين الشعبويين بالاتحاد الأوروبي، انتـُخب عضواً في مجلس مدينة إسبو في عام 2000 وفي برلمان فنلندا في عام 2003. في انتخابات البرلمان الأوروبي 2009 فاز بمقعد في البرلمان الأوروبي بأعلى حصة تصويت شخصية في فنلندا (ما يقرب من 10% من مجموع الأصوات)، ليصبح أول فنلندي حقيقي في البرلمان الأوروبي. يشغل حالياً منصب وزير الشؤون الخارجية.

## روابط خارجية
- تيمو سويني على موقع IMDb (الإنجليزية)
- تيمو سويني على موقع الموسوعة البريطانية (الإنجليزية)
- تيمو سويني على موقع مونزينجر (الألمانية)